# レーソス

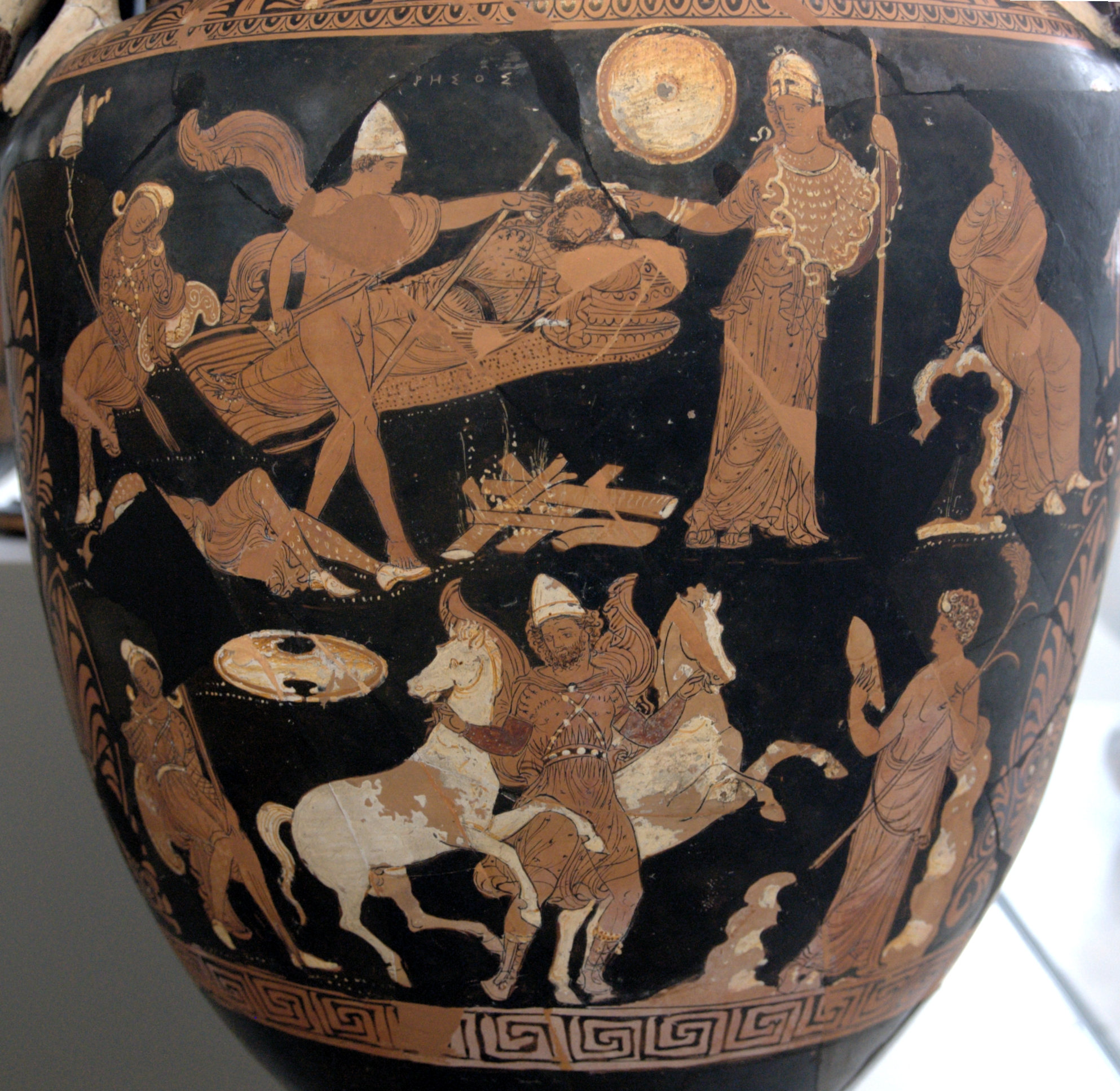
前340年頃のクラテール。上方に眠っているレーソスを討つディオメーデース、下方にレーソスの白馬を奪うオデュッセウスが描かれている。ベルリン、旧博物館所蔵

レーソス（古希: Ῥῆσος, Rhēsos, ラテン語: Rhesus）は、ギリシア神話の人物で、トラーキアの王である。長母音を省略してレソスとも表記される。
エーイオネウスの子で、従弟にヒッポコオーンがいたとも、トラーキアの河神ストリューモーンとムーサイの1人エウテルペー、あるいはカリオペーの子、テルプシコラー、クレイオーの子ともいわれ、エウリーピデースの悲劇『レーソス』では母親は単にムーサとされている。一説によると、レーソスはトラーキアのヘブロス河（現在のマリツァ川）下流域のアイニオス人の王とされ、河神ヘブロスが父であるともいわれる。またレーソスはアルガントーネーを妻にしたといわれる。
トロイア戦争のさい、レーソスはトラーキア勢を率いてトロイアの救援に向かったが、トロイアに到着したその夜にディオメーデースによって討たれた。

## 神話

### 誕生
エウリーピデースによるとレーソスの誕生は次のとおりである。ムーサイがトラーキアの楽人タミュリスと歌比べの競技をするためにパンガイオン山に向かっていたとき、女神の1人がストリューモーン河を渡るさいに河の神と契った。この結果誕生したのがレーソスである。その後ムーサがレーソスをストリューモーンのところにつれてくると、ストリューモーンはレーソスをニュムペーに育てさせた。さらにレーソスが長じると、トロイアの王子ヘクトールがパンガイオン山とパイオニアでトラーキア諸部族を討ち、レーソスをトラーキアの王とした。レーソスが育ったストリューモーン河畔は古来より金の産地として知られ、こうしてレーソスは黄金の豊かな土地の王となった。

### トロイア戦争

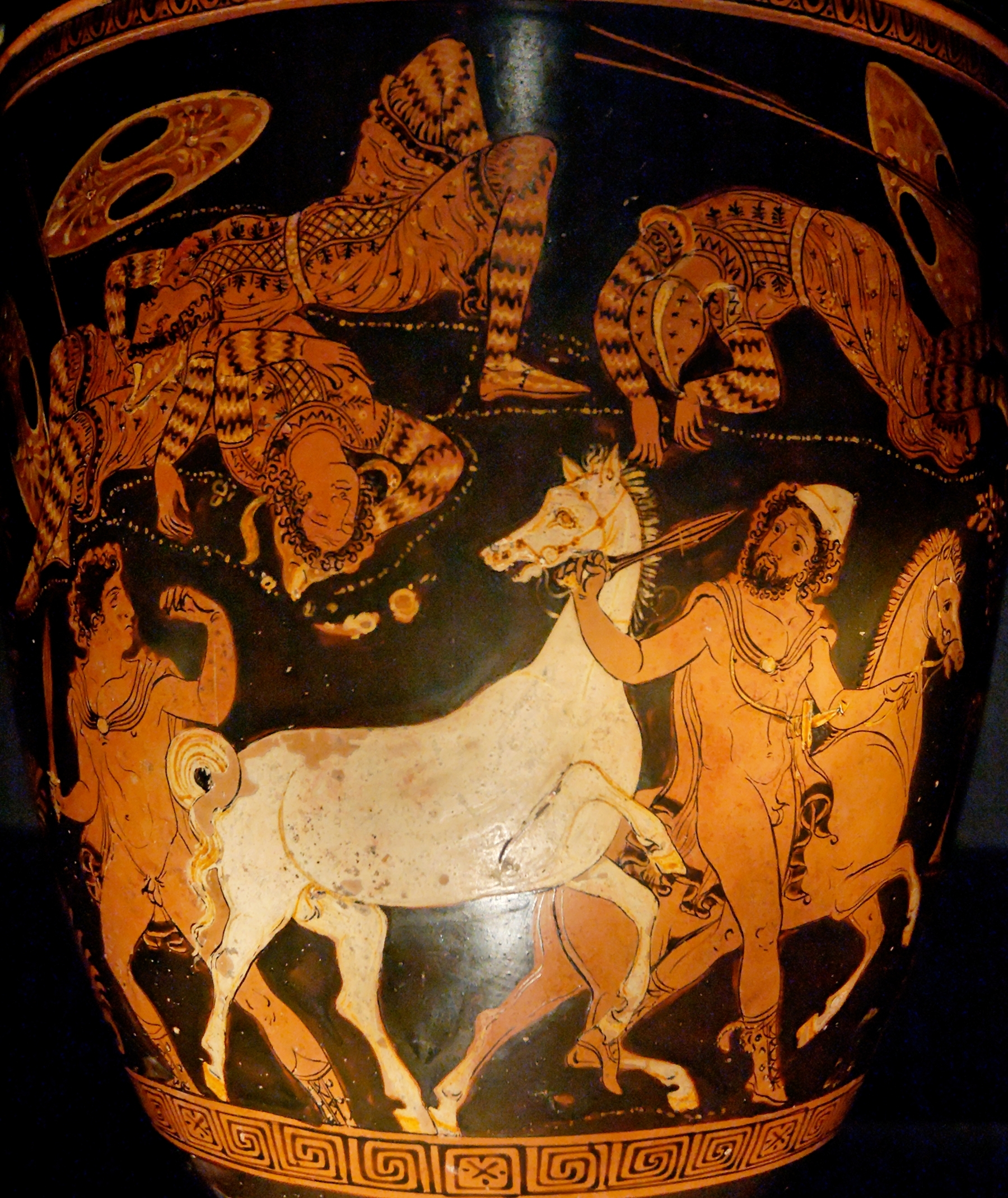
レーソスの馬を奪うオデュッセウスと、ディオメーデースに討たれたトラーキア兵。前360年頃の陶製のシトゥラ（en）。ナポリ国立考古学博物館（en）所蔵

トロイア戦争が起こると、ヘクトールは莫大な贈物と引き換えにレーソスの援軍を得ようとしたが、レーソスはトロイアの救援に向かうことができなかった。それはレーソスの死の運命を知っていた母がレーソスをトロイアに行かせまいとして引き止めたことと、トラーキアがスキュティアから攻撃を受けて交戦状態だったことが原因である。しかしレーソスはスキュティアとの戦争に勝利すると、大軍を率いてトロイアに向かい、『イーリアス』の2日目の夜遅くに到着した。トロイアに現れたレーソスの武具や戦車は黄金をふんだんに用いた美しいもので、また戦車を引く白馬も見事な馬であった。
遅れて到着したレーソスは、他のトロイアとその同盟軍の本陣とは離れた場所に陣を張った。しかし、ギリシア軍の偵察に向かったドローンが、同じくトロイア軍の偵察に向かったディオメーデースとオデュッセウスに捕らえられ、トロイア軍の情報を全て話してしまった。このため本陣と離れた場所にいたレーソスはディオメーデースとオデュッセウスに狙われることになった。彼らがレーソスの陣に侵入したとき、レーソスもトラーキア兵も旅の疲れで眠り込んでいた。そこでディオメーデースは12人のトラーキア兵を殺した後に眠っているレーソスを殺した。またオデュッセウスはレーソスの白馬を戦車につなぎ、弓をムチの代わりにして走らせ、ディオメーデースとともに帰還した。
わが子を殺されたムーサは怒るが、ペルセポネーにレーソスの魂を返還してもらった後、レーソスはトラーキアの洞窟に英雄神として隠れ住むことになるだろうと予言する。これはレーソスが本来トラーキアの神であったことを示すのではないかともいわれる。

### 後世の伝承
後世の伝承では、レーソスの白馬がスカマンドロス河の水を飲み、トロイアの牧草を食べるとトロイアは陥落しないと予言されたため、ディオメーデースとオデュッセウスはレーソスを殺したとされる。
パルテニオスによれば、レーソスはアルガントーニオス山で狩をして暮らす乙女アルガントーネーに恋をして、狩りの仲間にしてもらったが、やがてお互いに深く愛し合うようになり、アルガントーネーを妻にすることができたという。トロイア戦争のとき、レーソスはアルガントーネーに引き止められたが、結局トロイアの救援に向かい、トローアス地方を流れる河のほとりでディオメーデースに討たれた。以降その河はレーソスと呼ばれるようになった。
トラーキアのロドペー山地では、レーソスは死後もそこに住み、馬を飼い、狩りをして暮らしており、山の獣たちはレーソスの祭壇に自ら犠牲となるためにやって来るといわれた。またレーソスは疫病から人々を守ったためロドペー山には多くの人が住んだ。
なおポリュアリーノスによれば、前437年にアテーナイ人はアンピポリスの建設にさいし、神託にしたがってトロイアからレーソスの遺骨を運び、ストリューモーン河畔に葬ったという。

## その他のレーソス
- トローアス地方を流れるレーソス河[12]の河神。オーケアノスとテーテュースの子[13]。